# 張謹 (天順四年進士)
張謹（1435年—？），字文謹，山東濟南府肥城縣人，明朝政治人物。進士出身。

## 生平
山東鄉試第四十六名。天順四年（1460年）庚辰科會試第一百五十名，殿試登進士第二甲第三十四名。

## 家族
曾祖父張宗彥。祖父張原度，曾任石樓縣學訓導。父亲張廉，曾任象山縣學訓導。